# Maraita
Maraita es un municipio del departamento de Francisco Morazán en la República de Honduras.

## Toponimia
Su nombre significa en mexicano "Dentro de los prisioneros de Guerra", es decir en el interior de las tierras que estos ocupan.

## Límites
Su cabecera está atravesada por el Río Maraita y al sur del Cerro Los Terrones y Montaña de Azacualpa.
| Orientación | Límite                                                 |
| ----------- | ------------------------------------------------------ |
| Norte       | Municipio de Tatumbla, Francisco Morazán               |
| Norte       | Municipio de San Antonio de Oriente, Francisco Morazán |
| Sur         | Municipio de Yauyupe, El Paraíso                       |
| Sur         | Municipio de San Lucas, El Paraíso                     |
| Este        | Municipio de Güinope, El Paraíso                       |
| Oeste       | Municipio de San Buenaventura, Francisco Morazán       |
| Oeste       | Municipio de Nueva Armenia, Francisco Morazán          |
| Oeste       | Municipio de Distrito Central, Francisco Morazán       |

## Historia
En 1824, fue fundado como aldea de Tatumbla.
En 1889, en la División Política Territorial de 1889 era uno de los municipios del Distrito de San Antonio de Oriente.

## División Política
Aldeas: 10 (2013)
Caseríos: 124 (2013)
| Código | Aldea                            |
| ------ | -------------------------------- |
| 081001 | Maraita (cabecera del municipio) |
| 081002 | Coato                            |
| 081003 | El Chaguite                      |
| 081004 | El Retiro                        |
| 081005 | La Unión                         |
| 081006 | Lizapa                           |
| 081007 | Reducto                          |
| 081008 | San Pedro                        |
| 081009 | Terrero Blanco                   |
| 081010 | Terrero Prieto                   |
|        | San Rafael                       |
|        | Agua Tibia                       |
|        | Las Agujas                       |
|        | Terrero San Pedro                |
|        | Las Tablas                       |